# Aleochara bimaculata

Aleochara bimaculata  (лат.) — вид коротконадкрылых жуков из подсемейства Aleocharinae. Новый Свет.

## Распространение
Северная Америка (Канада, США, Мексика) и Южная Америка (Аргентина, Колумбия). До высоты 3962 м.

## Описание
Среднего размера коротконадкрылые жуки, длина тела 4,0 — 8,0 мм. Голова немного длиннее своей ширины, блестящая. Основная окраска тёмно-коричневая и чёрная. Каждое надкрылье с одним желтоватым пятном. Ноги и усики рыжеватые. Опушение желтовато-коричневое. Тело плотно пунктированное. Усики 11-члениковые. Передние, средние и задние лапки 5-члениковые (формула 5-5-5). Нижнечелюстные щупики состоят из 4 члеников (с 5-м псевдосегментом), а нижнегубные — из 3 (с 4-м псевдосегментом). Активны c января по ноябрь. Встречаются под гниющими животными и растительными остатками, в навозе, под падалью и опавшей листвой, в норах грызунов. Личинки являются паразитами пупариев мух (проходят гиперметаморфоз). Среди мух-хозяев отмечены: Haematobia irritans, Musca autumnalis, Orthellia sp., Orthellia caesarion (Muscidae), Sarcophaga sp., Ravinia querula (Sarcophagidae). 
Вид был впервые описан в 1802 году, а его валидный статус подтверждён в ходе ревизии, проведённой в 1984 году канадским энтомологом Яном Климашевским (Jan Klimaszewski; Laurentian Forestry Centre, Онтарио, Канада).